# Коломийська цісарсько-королівська гімназія
Коломийська цісарсько-королівська гімназія, або Коломийська державна гімназія — колишній середній навчальний заклад у м. Коломиї (нині районний центр Івано-Франківської области, Україна). Першим керівником закладу був Теодор Білоус, учнями — зокрема, Василь Стефаник, Михайло Павлик, Лесь Мартович.

## Історія
У 1861 року відкрили гімназію, у якій навчали німецькою і польською мовами; тільки релігію, українську граматику й читанку — українською мовою.
Спочатку винаймали приміщення коло церкви св. Михайла. Від 1871 року гімназія діяла в новозбудованому приміщенні. У навчальному році 1864-65 вчилося 125 українців, 86 поляків, 12 вірмен, 12 євреїв.
Першим директором закладу був Теодор Білоус, який не влаштовував поляків, тому вони домоглися його звільнення. Його наступник-поляк сприяв зменшенню числа українців (викладачів, учнів): у 1882 році їх було тільки 35 %.
Після встановлення польської влади в анексованій ЗУНР гімназію назвали на честь Казимира IV Ягеллончика (Ягайлончика) — польського короля з литвинської династії Ягайлонів (Ягайловичів).

## Люди

### Директори
- Теодор Білоус[2]

### Випускники
- Михайло Павлик[3]
- Лев Бачинський

### Учні
- Василь Стефаник[4]
- Володимир Кульчицький
- Лесь Мартович[5]
- Ярослав Пстрак
- Кирило Трильовський